# Aus den Bergen
Aus den Bergen, op. 292, är en vals av Johann Strauss den yngre. Den spelades första gången den 2 oktober 1864 i Pavlovsk i Ryssland. 

## Historia
Under sin årliga konsertturné till Ryssland sommaren 1864 hade Johann Strauss tid över att komponera en längre konsertvals. Den här gången var Strauss dock angelägen om att inte rubricera verket som "Konsertvals"; hans förläggare C.A. Spina ville inte återupprepa det dåliga säljresultatet med Strauss förra konsertvals Schwärmereien (op. 253). Den nya valsen var dock inte avsedd för danstillfällen, utan för konserter. Såsom en sådan framfördes den första gången den 2 oktober 1864 vid en välgörenhetskonsert i Pavlovsk utanför Sankt Petersburg. Den första spelningen i Wien ägde rum den 4 december 1864 i Volksgarten. När valsen publicerades senare samma år hade Strauss tillägnat valsen musikkritikern Eduard Hanslick, som ett decennium tidigare med stor emfas hade fördömt Strauss sätt att komponera "valsrekviem" och efterapa Richard Wagners instrumentering (se verken Schallwellen och Novellen). Strauss visste dock att Hanslick gärna satt vid sitt piano och spelade enkla valser av Joseph Lanner och Johann Strauss den äldre. Hanslick accepterade dedikationen.

## Om valsen
Speltiden är ca 10 minuter och 41 sekunder plus minus några sekunder beroende på dirigentens musikaliska tolkning.

## Weblänkar
- Aus den Bergen i Naxos-utgåvan.